# Bach (Glockengießerfamilie)

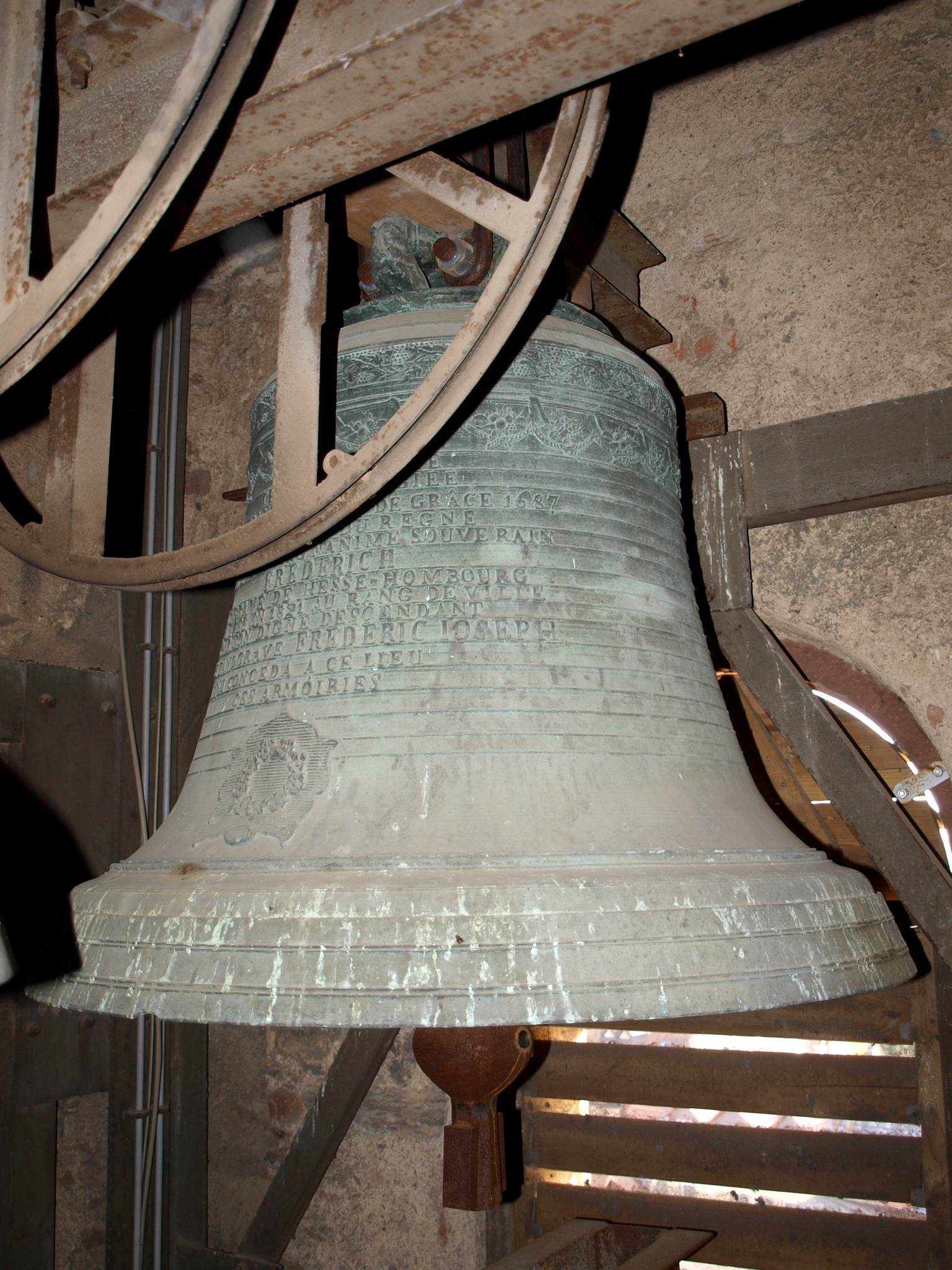
1836 von Ph. Bach in Windecken gegossene Glocke mit der typisch verzierten Krone und dem breiten Wolm

Die Glockengießerfamilie Bach goss im 18. und 19. Jahrhundert in vier Generationen über 400 Glocken sowie einige Feuerspritzen und andere Metallgegenstände wie Taufbecken, Kronleuchter, Mörser oder Bügeleisen. Die Gießereien befanden sich in Hungen und hauptsächlich Windecken. Die meisten Glocken wurden in die ehemalige Grafschaft Hanau-Münzenberg und Umgebung, also den heutigen Main-Kinzig-Kreis und die Wetterau geliefert, finden sich aber auch besonders ab dem 19. Jahrhundert in Frankfurt, im Taunus, im Vogelsberg und im Odenwald sowie in Unterfranken und im Raum Mainz wieder; ein Exemplar wurde gar ins Sauerland gebracht.

## Geschichte
Johann Peter Bach, der erste Glockengießer der Familie, wurde 1722 als Enkel des Spritzenmachers Mathias Bach und Sohn des Spritzenmachers Johann Georg Bach (1699–1752) in Hungen geboren. Dort goss er 1741 seine erste Glocke für die Kirche in Lämmerspiel. 1745 goss er Glocken für Echzell und für die Reinhardskirche in Windecken. Ein Jahr später heiratete er Anna Katharina Spielman, die Tochter eines Windecker Ratsmitglieds. Um 1748 kaufte er den Pflücksburger Hof (50° 13′ 19″ N, 8° 52′ 45,8″ O) und zog nach Windecken. Im Garten des Anwesens richtete er das kleine Gießhaus ein, später folgte das große vor dem Kilianstädter Tor im Bereich der heutigen Kreuzung Eugen-Kaiser-Str./Konrad-Adenauer-Allee (50° 13′ 19,5″ N, 8° 52′ 30,7″ O). Ab 1749 mehren sich die Gussaufträge. Sein größter Auftrag waren vier Glocken mit der Schlagtonfolge a0-c1-d1-e1 im Jahr 1757 für das Collegiat Stifft Sancti Petri zu Meyntz. Das Geläut sollte von Mainz erst nach dem Probe-Läuten bezahlt werden und brachte ihn dadurch in eine Liquiditätslücke, denn die Auslieferung wurde ihm durch den Hanauer Münzmeister wiederum erst nach Rückzahlung des geliehenen Geldes für das Metall erlaubt, wie ein Briefwechsel zwischen den Regierungen von Hanau und Kurmainz belegt. Johann Peter Bach arbeitete als fürstlich-hanauischer Glockengießer. Im Jahr 1780 starb Bach. Bis dahin hatte er mindestens 80 Glocken gegossen. Sein jüngster Sohn ging nach Roßdorf, wo die Familie bis heute besteht. Johann Peters Bruder Johann Philipp Bach goss derweil in Hungen Feuerspritzen und Glocken – so etwa 1754 eine für Rockenberg. Im Jahr 1773 erteilte ihm der Graf zu Solms die Erlaubnis, „in seinem ganzen Lande Glocken zu gießen und Feuerspritzen zu bauen“, und somit eine Absage an den Konkurrenten Wilhelm Heinrich Rincker aus Leun.

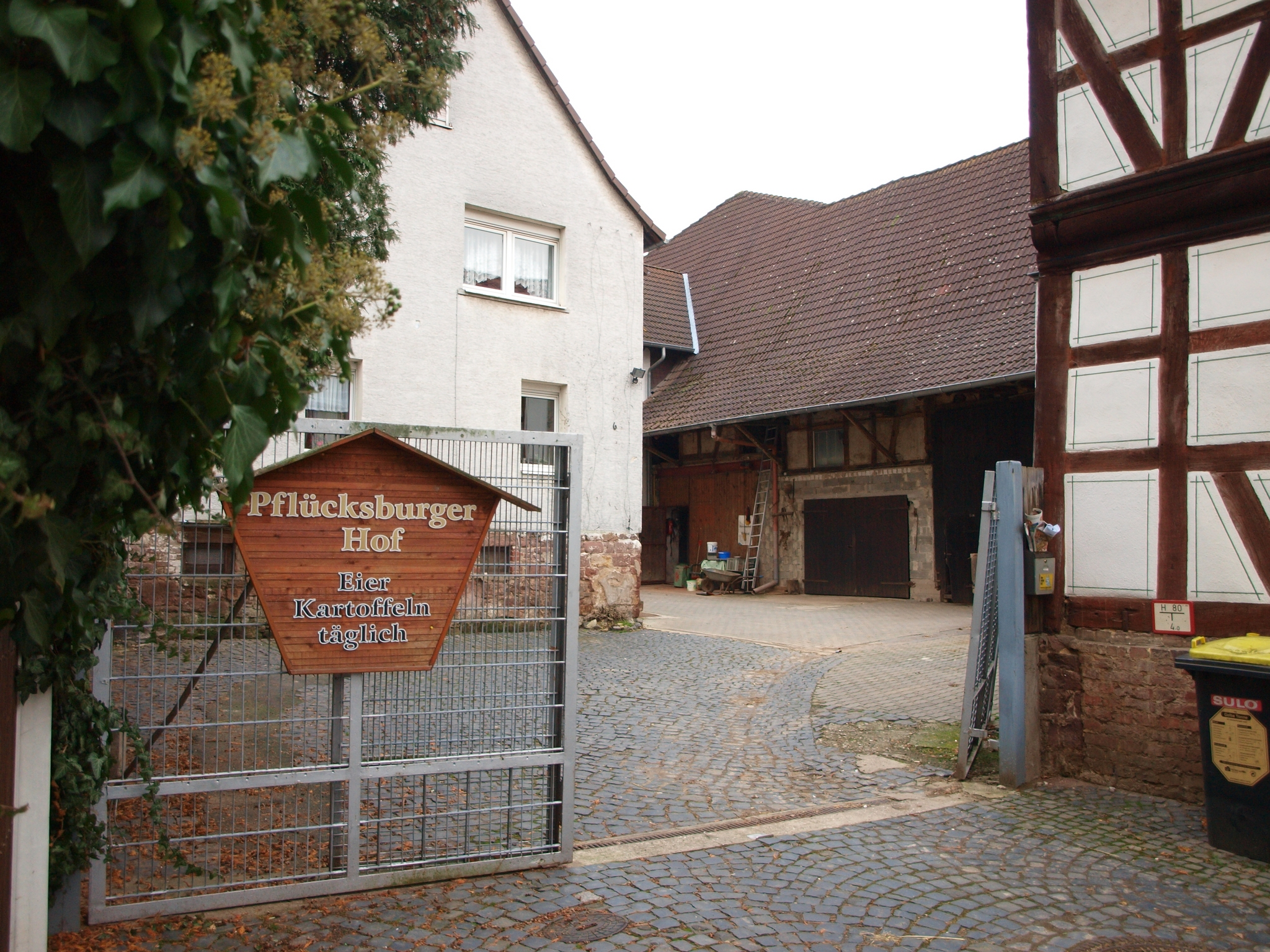
Der Pflücksburger Hof heute

In der nächsten Generation stand Johann Philipps 1764 geborener jüngster Sohn Johann Peter (II.) Bach. Aus dem Jahr 1780 sind zwei Glocken erhalten, die er zusammen mit Johann Philipp goss. Nach dem Tod seines Vaters arbeitete er alleine weiter, dabei signierte er die Glocken meist nur mit Peter Bach. Er starb 1801. In Windecken war zu dieser Zeit Johann Georg Bach tätig, der älteste Sohn des Johann Peter (I.) Bach. Er goss anfangs mit seinem Vater zusammen, mindestens 30 Glocken sind von ihm bekannt und einige erhalten. Der damals regierende Erbprinz Wilhelm, der spätere Landgraf Wilhelm IX., sandte Johann Georg in seiner Anfangszeit zur Weiterbildung auf Staatskosten in größere Gießereien in den Nachbarländern. Privat hatte Johann Georg Bach jedoch ein schwieriges Schicksal: Alle seine Kinder starben kurz nach der Geburt, später auch seine Frau. Mit 46 Jahren heiratete er erneut. Von seinen sechs Kindern aus dieser Ehe überlebte nur eines das Jugendalter. Johann Georg Bach starb 1814. Ein weiterer Sohn Johann Peters, Johann Michael (1750–1827), schlug eine militärische Laufbahn ein und gelangte im Rahmen der deutschen Beteiligung am Amerikanischen Unabhängigkeitskrieg in die Dreizehn Kolonien in Nordamerika.

Ph. H. Bach (II.)

Die dritte Generation markiert Johann Georgs Sohn Philipp (Heinrich) Bach (* 1798), der ebenfalls in Windecken arbeitete. Bereits mit 16 Jahren wurde er Johann Georgs Nachfolger. In der Anfangszeit unterstützte ihn sein Hungener Onkel Jakob, der schon 1805 mit seinem Vater eine Glocke für Langen-Bergheim und danach weitere gegossen hatte. Unter Philipp Bach hatte die Gießerei trotz der Konkurrenten Barthels (Frankfurt) und Otto (Gießen/Darmstadt) ihren Höhepunkt, mindestens 170 Glocken sind bekannt. Philipps Sohn Philipp Heinrich (* 1829) war der letzte Gießer der Familie Bach, die inzwischen als Firma Bach und Söhne betrieben wurde – neben Philipp Heinrich (II.) war sein Bruder Karl Heinrich Andreas beteiligt, der die Reisen zwecks Verhandlungen übernahm. Die Zollbedingungen erschwerten das Geschäft: Bereits um 1830 schmuggelten die Bachs das Metall heimlich auf Schleichwegen ins benachbarte Heldenbergen, um dort in der Nassburg unter Umgehung der erheblichen Steuerlast die für Hessen-Darmstadt bestimmten Glocken zu gießen. Der Ausbau der Verkehrswege – 1852 wurde die Bahnstrecke Kassel–Friedberg–Frankfurt und 1879/81 die Bahnstrecke Friedberg–Windecken–Hanau eröffnet –, erhöhten den Konkurrenzdruck durch die schon in dieser Zeit großen Firmen wie die Gießereien Rincker (Sinn), Hamm (Frankenthal) und Schilling (Apolda). Auch die Reichsgründung 1871 brachte keine Verbesserung, ferner starben im gleichen Jahr zuerst mit Philipp Bach der Geschäftsführer und zehn Monate später mit Karl Heinrich Andreas Bach der Auftragsvermittler. Dennoch wurden durch Philipp Heinrich Bach bis 1891 noch einige Einzelglocken und zusammenhängende Geläuten – in den letzten zehn Jahren etwa 40 Glocken – in vergleichsweise moderner Ausführung gegossen.
Philipp Heinrichs Sohn Heinrich Karl Bach setzte damit die Tradition nicht fort und wurde nach Entscheidung des Familienrats Lehrer. Er hatte in seiner Jugend jedoch die Tätigkeiten in der Gießerei genau beobachtet und in seinen Memoiren detailliert festgehalten. Nach dem Guss zweier Glocken für die Windeckener Stiftskirche im Jahr 1891 stellte die Firma ihren Betrieb ein. Philipp Heinrich Bach zog zu seinem Sohn nach Fechenheim und starb dort 1906.

## Charakteristika
Glocken der Gießerfamilie Bach haben recht steile Flanken und einen weit ausladenden Wolm. Die Kronenhenkel sind entweder rund und schmucklos oder mit bärtigen Männerköpfen verziert. Ab etwa 1860 wechselten die Bachs von der klassischen Sechshenkelkrone mit zwei einzelnen und zwei gepaarten Henkeln zur modernen Form mit sechs Henkeln in gleichmäßigem Abstand; dabei sind die von der Mitte ausgehenden Henkelteile zur Außenseite hin leicht überstehend und abgeschrägt. Die Schulter ist meistens mit einem Band verziert, das sich wiederholende Muster zeigt, am häufigsten vierblättrige Kleeblätter in Schnörkeln. An der Flanke wird die Glocke von einer mehrzeiligen Inschrift in Barock-Antiqua in Großbuchstaben umschlossen, in der neben Angaben zum Guss – oft in der Form des Spruchs „IN GOTTES NAMEN FLOSS ICH (Vorname) BACH IN (Ort) GOSS MICH (Jahr)“ – häufig auch die Gemeindevorsitzenden, Pfarrer oder Bürgermeister des Ortes vermerkt sind. Eher selten sind für Glocken typische Sprüche zu finden, etwa in Brensbach (und ähnlich Büdingen sowie Bad Schwalbach) im Reim: „GIB JESV DASS MEIN TOHN IM FRIEDEN STAETS ERSCHALL / BEWAHRE DIESEN ORT FVR FEVER UND VBERFALL“. Der Text ist in der deutschen Sprache gehalten, es sind aber auch Glocken mit lateinischem (vor allem bei katholischen Kirchen) oder französischem (etwa in Friedrichsdorf) Text erhalten. Die Zeilen sind durch dünne Linien getrennt. Teilweise folgt unterhalb des Textes noch ein weiteres Zierband. Auch Ortswappen oder Glaubensmotive wurden ab und zu verwendet, ebenso Bibel-Zitate – etwa mehrmals das Gloria (Lk 2,14 ) entweder auf einer Glocke oder bei Dreiergeläuten verteilt auf die Glocken. Die in Hungen gegossenen Glocken zeichnen sich dabei durch größere und deutlichere Buchstaben aus. Ferner tauchen oft Engelsköpfe mit Flügeln auf. Um 1850 wanderte die Gießerinschrift auf den Wolm und es wurden auch Kleinbuchstaben verwendet, die Jahreszahl kursiv geschrieben. Die letzten Glocken weisen eine Inschrift in klassizistischer Antiqua auf. Direkt oberhalb des Wolms befinden sich mehrere Zierringe, davon der mittlere besonders dick. Dieses Stilelement blieb von den ersten Glocken bis fast zu den letzten gleich.

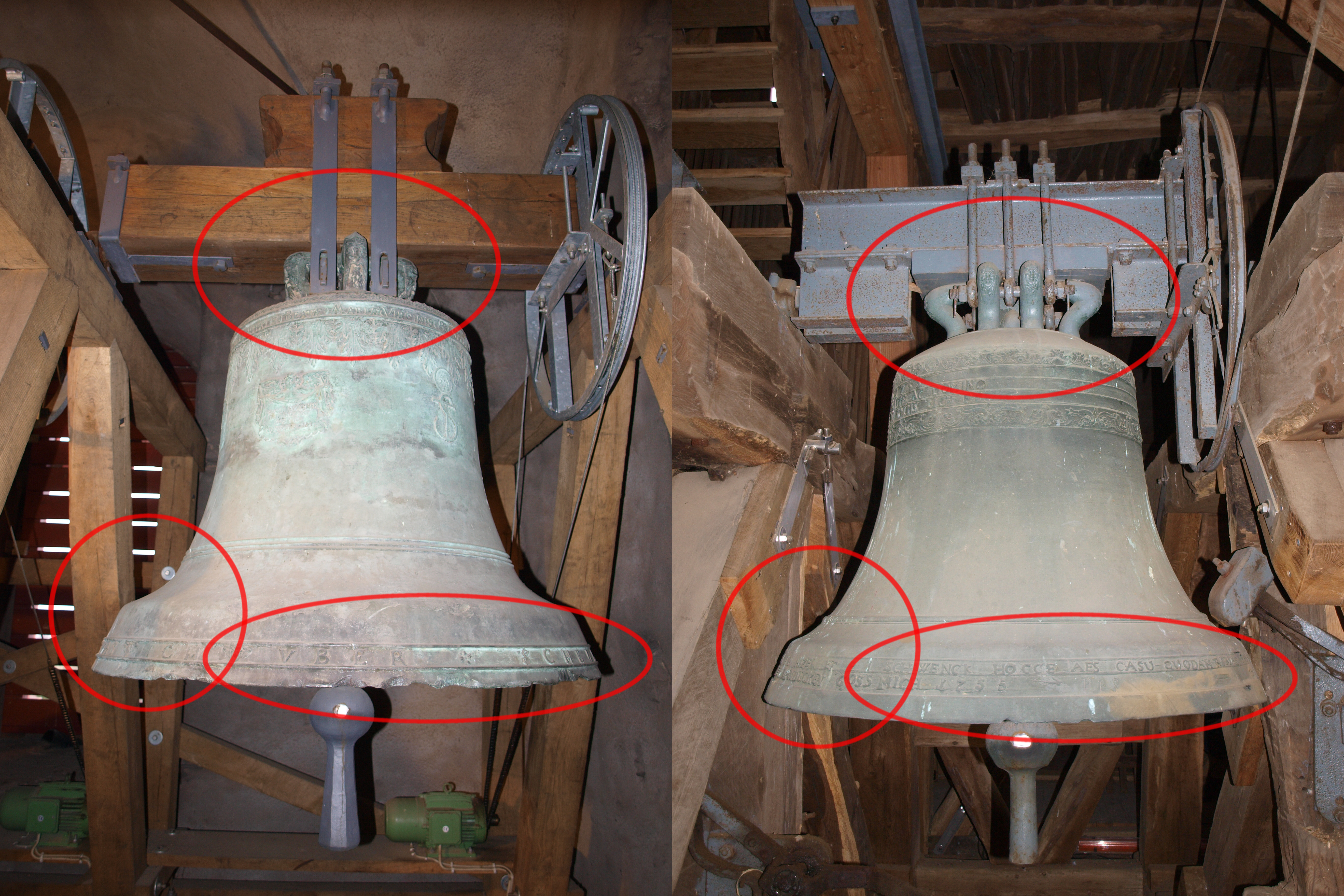
Vergleich J. Wagner ↔ J. P. Bach

Klanglich tritt vor allem eine kleine Sexte als Unterton auf – es handelt sich also um für die Barockzeit typische Sextglocken – sowie eine bis um eine Terz abgesenkte Prime und eine wiederum erhöhte Terz, woraus sich ein neuer Moll-Akkord ergibt. Da die ersten Glocken von Johann Peter Bach diese Merkmale noch nicht aufweisen, war diese Klangabweichung von einer idealen Sextglocke möglicherweise sogar gewollt. Eine klanglich und optisch sehr ähnliche Glocke von Johann Wagner (1655) befindet sich in Hanau-Steinheim, für das Johann Peter Bach 1750 eine Glocke goss. Die typischen zuvor genannten Merkmale treten erst bei Glocken nach 1750 auf – möglicherweise nahm Bach also Anleihen bei der Wagner-Glocke. Dieses spezielle Klangbild übernahmen auch seine Nachfahren Johann Georg und Philipp Heinrich (I.), sodass es über ein Jahrhundert fast gleich blieb.
Bei den in Hungen gegossenen Glocken, deren Unterton zwischen kleiner Sexte und kleiner Septime schwankt, es handelt sich somit dagegen um überwiegend Septimglocken. Die Prime kann bis zur großen Terz gesenkt und die Terz ebenfalls erhöht sein, sodass sich in einigen Fällen über die Teiltöne ein Dur-Akkord in Grundstellung bzw. ein Dur-Quartsextakkord ergibt.
In der zweiten Hälfte des 19. Jahrhunderts, als aus der Familiengießerei in Windecken die Firma Bach & Söhne wurde, änderte sich deren Rippe zur Septimrippe mit teilweise erhöhter Terz ähnlich der in Hungen gegossenen Glocken. Zum Ende des 19. Jahrhunderts ab etwa 1870 goss Philipp Heinrich Bach (II.) Glocken in Moll-Oktav-Rippe, also mit reiner Prime, Mollterz und dem Unterton im Oktav-Abstand.
Über die ganze Zeit hinweg tauchten jedoch auch scheinbar gewollte Ausnahmen auf. So goss Johann Peter die letzte der drei Glocken für Erbstadt klanglich an die 15 Jahre ältere Erstglocke angepasst. Eine von Johann Philipp mit seinem Sohn gegossene Glocke ist als Molloktavglocke ausgeführt. Auch Philipp Heinrich (II.) goss in der Zeit, zu der er schon Molloktavglocken schuf, eine Glocke – als Umguss eines Werks der Gießerfamilie Schneidewind – angelehnt an den Klang ihrer Vorgängerin als Septimglocke und mehrere Sextglocken.
Ähnlichkeiten der Verzierung und Rippe gibt es zum Glockengießer Kutschbach, mit dem Johann Philipp Bach auch 1772 gemeinsam eine Glocke goss.

## Erhaltene Glocken
In den beiden Weltkriegen wurden viele Glocken zu Rüstungszwecken eingeschmolzen oder durch Brände zerstört. Einige kehrten nach dem Zweiten Weltkrieg aus dem Glockenlager in Hamburg („Glockenfriedhof“) zurück. Manche wurden bereits im 19. Jahrhundert, in Windecken oder anderen Gießereien, nach Sprüngen oder für neue Geläute umgegossen.
Drei Glocken überstanden beide Weltkriege, ihr Verbleib ist jedoch teils ungeklärt:
- Eine Glocke von Philipp Heinrich Bach aus dem Jahr 1875 wurde nach dem Zweiten Weltkrieg von Lorchhausen an ein Kloster in Süddeutschland verkauft.[14]
- Mit dem Neuguss eines Vierergeläuts im Jahr 1961 für einen separaten Turm wurden die Glocken im Dachreiter der Kirche St. Maria Magdalena in Dorn-Assenheim abgehängt, darunter eine von Philipp Bach aus dem Jahr 1832. Ihr Verbleib ist unbekannt.
- Von einem Dreiergeläut von Johann Peter Bach aus dem Jahr 1772 für St. Gangolf in Amorbach wird 1951 die kleinste verkauft und die mittlere umgegossen. Der Verbleib der großen Glocke ist ebenfalls unbekannt.

Die folgende Liste gibt einen – sicherlich unvollständigen – Überblick über die erhaltenen Glocken der Gießerfamilie Bach (die Glocken der Hungener Linie sind farblich hervorgehoben). Bei Glocken bis 1861 ist, auch wenn in der Tabelle auf die Angabe verzichtet wurde, natürlich Ph. H. (I.) Bach gemeint, bei Glocken ab 1872 Ph. H. (II.) Bach.
| Jahr | Gießer laut Inschrift                                | Gussort   | Aufhängungsort (aktuell) | Gebäude/Nutzung                             | Schlagton    | Masse    | Bemerkung |
| ---- | ---------------------------------------------------- | --------- | ------------------------ | ------------------------------------------- | ------------ | -------- | --- |
| 1745 | Johann Georg und [Johann] Peter Bach                 | Hungen    | Gettenau                 | ev. Kirche                                  | f2           |          | Wohl Johann Peters zweites oder drittes Werk, gemeinsam mit seinem Vater |
| 1749 | Johann Georg und Philipp Bach                        | Hungen    | Altenburg (Alsfeld)      | ev. Schlosskirche                           | d2           |          | erhaltenes Dreiergeläut |
| 1749 | Johann Georg und Philipp Bach                        | Hungen    | Altenburg (Alsfeld)      | ev. Schlosskirche                           | e2           |          | erhaltenes Dreiergeläut |
| 1749 | Johann Georg und Philipp Bach                        | Hungen    | Altenburg (Alsfeld)      | ev. Schlosskirche                           | fis2         |          | erhaltenes Dreiergeläut |
| 1749 | Johann Peter Bach                                    | Windecken | Groß-Auheim              | kath. St. Jakobus                           | b1           |          | Noch andere Kronenform |
| 1750 | Johann Peter Bach                                    | Windecken | Erbstadt                 | ev. Kirche                                  | es2          |          | Wesentlich sauberere Verzierung und Inschrift als in Groß-Auheim, Dreiergeläut 1750/1760/1765 |
| 1750 | Johann Peter Bach                                    | Windecken | Romrod                   | ev. Kirche                                  | b1           |          | [ 17 ] |
| 1750 | Johann Peter Bach                                    | Windecken | Romrod                   | ev. Kirche                                  | d2           |          | [ 17 ] |
| 1752 | Johann Peter Bach                                    | Windecken | Gronau                   | ev. Kirche                                  | d2           |          | [ 18 ] |
| 1752 | Johann Peter Bach                                    | Windecken | Eichen                   | ev. Kirche                                  | h1           |          | Alte Zier, Inschrift auch am Wolm |
| 1754 | Johann Philipp Bach                                  | Hungen    | Weiperfelden             | ev. Kirche                                  | f2           |          | An der Schulter noch mit alter Zier (wie bei Johann Peter in Windecken) |
| 1755 | Johann Peter Bach                                    | Windecken | Lich                     | ev. Marienstiftskirche                      | g1           |          | Hängt seit jeher im benachbarten Stadtturm. Alte Zier, Inschrift auch am Wolm |
| 1756 | Johann Peter Bach                                    | Windecken | Nieder-Rosbach           | ev. Burgkirche                              | a1           | 350 kg   | Reine Septimglocke, alte Zier, typische Kronenform |
| 1757 | Johann Peter Bach                                    | Windecken | Mainz                    | kath. St. Peter                             | a0           | 3.550 kg | Heilandsglocke, ursprünglich Vierergeläut a0-c1-d1-e1 |
| 1757 | Johann Peter Bach                                    | Windecken | Büches                   | Alte Schule                                 | e2           |          | [ 19 ] [ 20 ] |
| 1759 | Johann Peter Bach                                    | Windecken | Bindsachsen              | ev. Kirche                                  |              |          | erhaltenes Zweiergeläut |
| 1759 | Johann Peter Bach                                    | Windecken | Bindsachsen              | ev. Kirche                                  |              |          | erhaltenes Zweiergeläut |
| 1759 | Johann Peter Bach                                    | Windecken | Altenvalbert             | kath. Kapelle St. Maria Magdalena           |              |          | [ 22 ] |
| 1759 | Johann Peter Bach                                    | Windecken | Stammheim                | ev. Kirche                                  | cis2         |          | [ 23 ] |
| 1760 | Joh[ann] P[eter] Bach                                | Windecken | Erbstadt                 | ev. Kirche                                  | g2           |          | Dreiergeläut 1750/1760/1765. Typische modifizierte Sextrippe und Kronenform, alte Verzierung wie Glocke von 1750 (oberhalb Inschrift) und typische Kleeblätter (unterhalb) |
| 1761 | Johann Peter Bach                                    | Windecken | Hofstädten               | Dorfglocke                                  | ges2         |          | [ 24 ] |
| 1761 | Johann Peter Bach                                    | Windecken | Niederissigheim          | ev. Kirche                                  | cis2         |          | [ 25 ] |
| 1763 | Johann Peter Bach                                    | Windecken | Hain-Gründau             | ev. Laurentiuskirche                        | dis2         | 140 kg   | [ 26 ] |
| 1763 | Johann Philipp Bach                                  | Hungen    | Heimertshausen           | ev. Kirche                                  | f2           |          | [ 17 ] |
| 1764 | Johann Peter Bach                                    | Windecken | Burgholzhausen v. d. H.  | ev. Kirche                                  | as1          |          | erhaltenes Dreiergeläut, typische späte Glocken |
| 1764 | Johann Peter Bach                                    | Windecken | Burgholzhausen v. d. H.  | ev. Kirche                                  | b1           |          | erhaltenes Dreiergeläut, typische späte Glocken |
| 1764 | Johann Peter Bach                                    | Windecken | Burgholzhausen v. d. H.  | ev. Kirche                                  | des2         |          | erhaltenes Dreiergeläut, typische späte Glocken |
| 1764 | Johann Peter Bach                                    | Windecken | Reichelsheim (Wetterau)  | ev. Laurentiuskirche                        | b1           |          | Typische späte Glocke |
| 1764 | Johann Peter Bach                                    | Windecken | Nieder-Wöllstadt         | ev. Kirche                                  | b1           |          | Typische späte Glocke, als Tausch aus Nieder-Eschbach |
| 1764 | Johann Philipp Bach                                  | Hungen    | Obergrenzebach           | ev. Kirche                                  | gis1         |          | [ 17 ] |
| 1765 | Johann Peter Bach                                    | Windecken | Erbstadt                 | ev. Kirche                                  | c2+          |          | Dreiergeläut 1750/1760/1765. Ähnliche untypische Rippe wie die Glocke von 1750 |
| 1767 | Johann Peter Bach                                    | Windecken | Ober-Eschbach            | ev. Kirche zur Himmelspforte                | g1           |          | ursprüngliche für die ev.-ref. Kirche, lateinische Inschrift, typische späte Glocke |
| 1768 | Johann Peter Bach                                    | Windecken | Wetzlar                  | ev. Franziskanerkirche (Untere Stadtkirche) | gis1         |          | Insofern ungewöhnlich, als dass Wetzlar eigentlich Einzugsbereich der Hungener Linie ist. Laut zu Hungen. |
| 1768 | Johann Peter Bach                                    | Windecken | Florshain                | ev. Kirche                                  | fis2         |          | [ 30 ] |
| 1769 | Johann Philipp Bach                                  | Hungen    | Borsdorf                 | ev. Kirche                                  |              |          | |
| 1770 | Johann Philipp Bach                                  | Hungen    | Muschenheim              | ev. Kirche                                  | fis1+        |          | Septimglocke mit Durterz |
| 1770 | Johann Peter Bach                                    | Windecken | Brensbach                | ev. Markuskirche                            | a1           |          | erhaltenes Dreiergeläut |
| 1770 | Johann Peter Bach                                    | Windecken | Brensbach                | ev. Markuskirche                            | c2           |          | erhaltenes Dreiergeläut |
| 1770 | Johann Peter Bach                                    | Windecken | Brensbach                | ev. Markuskirche                            | es2          |          | erhaltenes Dreiergeläut |
| 1770 | Johann Peter Bach                                    | Windecken | Bruchenbrücken           | ev. Erasmus-Alberus-Kirche                  | gis1         |          | |
| 1771 | Johann Peter Bach                                    | Windecken | Kleinheubach             | ev. St. Martin                              | a1           |          | [ 31 ] [ 32 ] |
| 1771 | Johann Peter Bach                                    | Windecken | Wehrheim                 | Friedhof                                    | cis2         | 55 kg    | Gegossen für die ehemalige Zellkirche in Zellhausen, dem Hl. Georg geweiht, 1815 nach Wehrheim in die St. Michael-Kirche verkauft, 1925 in das Kloster „Marienheim“ in Heusweiler verkauft. Dieses wurde 1971 geschlossen und die Kirche ging in den Besitz der Kirchengemeinde Mariä Heimsuchung über. 2022 nach Wehrheim als Friedhofsglocke zurückgeführt. |
| 1772 | [Johann] Philipp Bach                                | Hungen    | Münster (Laubach)        | ev. Kirche                                  | b1           |          | Gemeinsames Werk mit Kutschbach |
| 1772 | Johann Peter Bach                                    | Windecken | Okarben                  | ev. Kirche                                  | f1           |          | Gegossen für die Abtei Ilbenstadt, lateinische Inschrift |
| 1772 | Johann Peter Bach                                    | Windecken | Dörnsteinbach            | kath. Hl. Geist                             | h1           |          | Rest eines Dreiergeläuts mit den Tönen g1-a1-h1 für St. Gangolf in Amorbach; mittlere Glocke mit erhaltener Inschrift 1951 von Czudnochowsky umgegossen, große aussortiert und Verbleib unklar |
| 1775 | Johann Peter Bach                                    | Windecken | Friedberg (Hessen)       | ev. Stadtkirche                             | d2           | 150 kg   | [ 9 ] |
| 1776 | Johann Peter Bach u. s. Sohn Johann Georg            | Windecken | Stierstadt               | kath. St. Sebastian                         | h1           | 293 kg   | Ursprünglich für St. Aureus und Justina (Bommersheim), dort bis 1921. Auf a1 vertiefte Prime, 1953 nachgestimmt von F. W. Schilling Laut Limburger Glockenbuch von 1770, jedoch unwahrscheinlich, da Johann Georg zu dieser Zeit noch nicht mitwirkte; auf dem Foto im Anhang zudem Ziffer eher 6 als 0.                                                      |
| 1776 | Johann Peter Bach u. s. Sohn Johann Georg            | Windecken | Kaichen                  | ev. Kirche                                  | cis2         |          | Zwei weitere Glocken von 1760 und 1773 im Zweiten Weltkrieg in Hamburg beschädigt, mit erhaltener Zier, Krone und Inschrift 1951 von Grüninger umgegossen |
| 1776 | Johann Philipp Bach                                  | Hungen    | Heegheim                 | ev. Kirche                                  | des2         |          | |
| 1776 | Johann Peter Bach                                    | Windecken | Hüttengesäß              | ev. Kirche                                  | h1           | 240 kg   | |
| 1777 | Johann Peter Bach                                    | Windecken | Hüttengesäß              | ev. Kirche                                  | cis2         | 152 kg   | |
| 1777 | Johann Georg Bach                                    | Windecken | Selters (Ortenberg)      | ev. Kirche                                  | b1           |          | |
| 1777 | Johann Peter u. Johann Georg Bach                    | Windecken | Forchheim                | kath. Klosterkirche St. Antonius            |              |          | [ 36 ] |
| 1777 | Johann Peter u. s. Sohn Johann Georg Bach            | Windecken | Rendel                   | ev. Kirche                                  | h1           |          | [ 9 ] |
| 1777 | Johann Peter u. s. Sohn Johann Georg Bach            | Windecken | Büdingen                 | ev. Marienkirche                            | ges1         | 800 kg   | erhaltenes Zweiergeläut |
| 1777 | Johann Peter u. s. Sohn Johann Georg Bach            | Windecken | Büdingen                 | ev. Marienkirche                            | b1           | 320 kg   | erhaltenes Zweiergeläut |
| 1777 | Johann Peter u. s. Sohn Johann Georg Bach            | Windecken | Rodheim v. d. H.         | ev. Kirche                                  | as1          |          | für die reformierte Kirche, hängt im Turm der ehem. ref. Kirche |
| 1777 | Johann Philipp Bach                                  | Hungen    | Arnshain                 | ev. Kirche                                  | e2           |          | |
| 1778 | Johann Philipp Bach                                  | Hungen    | Rodheim (Hungen)         | ev. Kirche                                  |              |          | [ 40 ] |
| 1779 | Johann Philipp und Johann Peter Bach                 | Hungen    | Frohnhausen (Dillenburg) | ev. Kirche                                  | g1           | 630 kg   | erhaltenes Dreiergeläut, gegossen nach dem großen Dorfbrand im Vorjahr |
| 1779 | Johann Philipp und Johann Peter Bach                 | Hungen    | Frohnhausen (Dillenburg) | ev. Kirche                                  | b1           | 410 kg   | erhaltenes Dreiergeläut, gegossen nach dem großen Dorfbrand im Vorjahr |
| 1779 | Johann Philipp und Johann Peter Bach                 | Hungen    | Frohnhausen (Dillenburg) | ev. Kirche                                  | d2           | 225 kg   | erhaltenes Dreiergeläut, gegossen nach dem großen Dorfbrand im Vorjahr |
| 1779 | Johann Peter Bach                                    | Windecken | Wilhelmsbad              | Kurhaus, Langer Bau                         |              |          | Uhrglocke, wohl J. P. Bachs letztes Werk |
| 1780 | [Johann] Philipp Bach und Sohn                       | Hungen    | Utphe                    | altes Rat-/Schulhaus                        | e2           |          | [ 44 ] [ 45 ] |
| 1780 | Johann Philipp und Johann Peter Bach                 | Hungen    | Griedelbach              | ev. Kirche                                  |              |          | [ 10 ] |
| 1781 | [Johann] Philipp und dessen Sohn [Johann] Peter Bach | Hungen    | Wickstadt                | kath. St. Nikolaus                          | c2           |          | klanglich untypische, reine Molloktavglocke |
| 1782 | Johann Peter Bach                                    | Hungen    | Ober-Seemen              | ev. Kirche                                  | as1          | 480 kg   | |
| 1783 | Johann Philipp und Johann Peter Bach                 | Hungen    | Burkhardsfelden          | ev. Kirche                                  | fis2         |          | [ 46 ] |
| 1784 | Johann Philipp und Johann Peter Bach                 | Hungen    | Muschenheim              | ev. Kirche                                  | gis1         |          | |
| 1785 | Johann Georg Bach                                    | Windecken | Stockheim                | ev. Kirche                                  | g1           |          | [ 47 ] |
| 1786 | [Johann] Philipp und [Johann] Peter Bach             | Hungen    | Nonnenroth               | ev. Kirche                                  | c2           |          | [ 48 ] |
| 1786 | Johann Georg Bach                                    | Windecken | Höchst im Odenwald       | ev. Klosterkirche                           | g1           |          | [ 9 ] |
| 1788 | Johann Peter Bach                                    | Hungen    | Wahlen                   | ev. Kirche                                  | f2           |          | [ 17 ] |
| 1789 | Johann Georg Bach                                    | Windecken | Ilbenstadt               | kath. Maria, St. Petrus & Paulus            | a1           |          | [ 9 ] |
| 1789 | Johann Peter Bach                                    | Hungen    | Lardenbach               | ev. Kirche                                  | dis2         | 170 kg   | |
| 1791 | [Johann] Peter Bach                                  | Hungen    | Gedern                   | ev. Kirche                                  | fis1         |          | Angegeben mit 1721, jedoch unrealistisch, da der in der Inschrift erwähnte Fürst erst ab 1767 regierte und P. Bach erst ab 1788 alleine goss |
| 1791 | [Johann] Peter Bach                                  | Hungen    | Donsbach                 | ev. Kirche                                  | h1           |          | Nach dem Dorfbrand gegossen (vgl. Frohnhausen) |
| 1791 | Johann Peter Bach                                    | Hungen    | Hof Grass                |                                             |              |          | [ 50 ] |
| 1793 | Johann Georg Bach                                    | Windecken | Hailer                   | Läuthäusi (ehemalige Dorfkapelle)           | g2           |          | [ 51 ] [ 52 ] |
| 1794 | [Johann] Peter Bach                                  | Hungen    | Münzenberg               | ev. Kirche                                  | as1          |          | |
| 1794 | [Johann] Peter Bach                                  | Hungen    | Münzenberg               | ev. Kirche                                  | des2         |          | |
| 1794 | [Johann] Peter Bach                                  | Hungen    | Ulm (Greifenstein)       | ev. Kirche                                  | a1           |          | ⌀ 940 mm |
| 1797 | Johann Georg Bach                                    | Windecken | Enzheim (Altenstadt)     | ev. Kirche                                  | es2          |          | |
| 1800 | Johann Georg Bach                                    | Windecken | Meerholz                 | ev. Schlosskirche                           | cis2         |          | [ 54 ] |
| 1805 | Johann Georg Bach u[nd] J[akob] B[ach]               | Windecken | Langen-Bergheim          | ev. Kirche                                  | h1           |          | durch Ausschleifen neuzeitlich tonkorrigiert |
| 1836 | Philipp [Heinrich] Bach                              | Windecken | Friedrichsdorf           | ev. Hugenottenkirche                        | f1           | 900 kg   | ursprünglich Dreiergeläut, Inschrift französisch |
| 1837 | Philipp [Heinrich] Bach                              | Windecken | Bergheim (Ortenberg)     | ev. Kirche                                  | fis2         | 95 kg    | Ursprünglich Zweiergeläut |
| 1838 | Ph[ilipp Heinrich] Bach                              | Windecken | Seulberg                 | ev. Kirche                                  | as1          |          | |
| 1838 | Ph[ilipp Heinrich] Bach                              | Windecken | Oberrodenbach            | St. Peter und Paul                          | es2          |          | Ursprünglich Zweiergeläut. Relief St. Petrus, Inschrift „QUAM DILECTA TABERNACULA TUA DOMINE VIRTUTUM PSALM LXXXIII“, abgestellt auf dem Friedhof |
| 1839 | Ph[ilipp Heinrich] Bach                              | Windecken | Breitenborn/Lützel       | Dorfgemeinschaftshaus                       | gis2         |          | ⌀ 460 mm, hing früher im alten Schulhaus und läutete bei Feuer und dem Tod eines Dorfbewohners. Heute befindet sich die Glocke im ehem. Schlauchturm der Feuerwehr (Dorfgemeinschaftshaus) und läutet dreimal täglich zum Gebet. Inschrift: „DIESE GLOCKE WURDE DURCH P. H. BACH ZU WINDECKEN GEGOSSEN IM JAHRE 1839“                                         |
| 1840 | Philipp Heinrich Bach                                | Windecken | Praunheim                | ev. Auferstehungskirche                     | h1           | 250 kg   | |
| 1844 | Ph[ilipp Heinrich] Bach                              | Windecken | Bad Nauheim              | Salzmuseum (Sammlung)                       |              |          | ⌀ 550 mm, Gegossen für die Kurfürstliche Saline Nauheim (Inschrift), ab 1912 auf dem Verwaltungsgebäude der Neuen Saline am Goldstein, jetzt nicht öffentlich zugänglich in der Sammlung des Salzmuseums |
| 1847 | Philipp Heinrich Bach                                | Windecken | Seligenstadt             | ev. Kirche                                  | f2           | 110 kg   | [ 59 ] [ 60 ] |
| 1849 | Ph[ilipp] H[einrich] Bach                            | Windecken | Hesseldorf               | Friedhof                                    |              |          | Schulglocke, hing im Dachstuhl der alten Schule, 1990 gesprungen und starr aufgehängt abgestellt, seit 2020 auf dem Friedhof |
| 1850 | Philipp Heinrich Bach                                | Windecken | Windecken                | Denkmal am ehem. Ostheimer Tor              | cis2         |          | Gegossen für die Gemeinde Lindheim, nicht läutbar mit fixiertem Klöppel seit 1959 als Denkmal unter einem Dachbau aufgehängt (Koordinaten) |
| 1852 | Ph[ilipp] H[einrich] Bach                            | Windecken | Niederlauken             | ev. Kirche                                  | d2           |          | |
| 1853 | Ph[ilipp] H[einrich] Bach                            | Windecken | Södel                    | ev. Martinskirche                           | cis2         |          | Ursprünglich Dreiergeläut |
| 1854 | Philipp Heinrich Bach                                | Windecken | Neunkirchen (Modautal)   | St. Cosmas und Damian                       | cis2         |          | |
| 1858 | Philipp Heinrich Bach                                | Windecken | Dudenrod                 | Dorfgemeinschaftshaus (Alte Schule)         | fis2 (vmtl.) | 85 kg    | [ 20 ] |
| 1859 | Philipp [Heinrich] Bach                              | Windecken | Oberreifenberg           | kath. St. Georg                             | g1           |          | ursprünglich Dreiergeläut |
| 1859 | Ph[ilipp] H[einrich] Bach                            | Windecken | Freienseen               | ev. Kirche                                  | fis1         | 757 kg   | |
| 1859 | Philipp Heinrich Bach                                | Windecken | Dorheim (Friedberg)      | Johanniskirche                              | cis2         |          | , lt. Fritzen in eine Glocke bereits von 1856, vmtl. Umguss derselben |
| 1860 | Ph[ilipp] H[einrich] Bach [&] Söhne                  | Windecken | Streitberg (Brachttal)   | Alte Schule                                 | fis2         |          | |
| 1862 | Ph[ilipp] H[einrich] Bach [&] Söhne                  | Windecken | Glashütten (Taunus)      | kath. Heilig Geist                          | f2           |          | Septimglocke mit typisch modifizierter Rippe, ursprünglich aus Kronberg |
| 1865 | Philipp Heinrich Bach [&] Söhne                      | Windecken | Hörgenau                 | Rathaus                                     | gis2         |          | |
| 1866 | Ph[ilipp] H[einrich] Bach & Söhne                    | Windecken | Burg-Gräfenrode          | ev. Kirche                                  | d2           |          | Moderne Krone, ursprünglich Zweiergeläut |
| 1867 | Ph[ilipp] H[einrich] Bach & Söhne                    | Windecken | Wüstems                  | ev. Gemeindehaus                            | e2           |          | [ 20 ] |
| 1868 | Ph[ilipp Heinrich] Bach & Söhne                      | Windecken | Herrnhaag                | ev. Kirche                                  | des2         |          | [ 64 ] |
| 1868 | Philipp Heinrich Bach & Söhne                        | Windecken | Rommelhausen             | ev. Gemeindehaus                            | cis2         |          | Bis 1984 im Turm der Kirche, wegen klanglicher Mängel abgehängt |
| 1869 | Philipp Heinrich Bach & Söhne                        | Windecken | Mainz-Kostheim           | kath. Maria Hilf                            | f2           | 115 kg   | ursprünglich Dreiergeläut für St. Georg in Mz-Kastel |
| 1870 | Philipp Heinrich Bach & Söhne                        | Windecken | Heldenbergen             | ev. Brückenkirche                           | d2           |          | [ 65 ] |
| 1871 | Philipp Heinrich Bach & Söhne                        | Windecken | Neuenhain                | ev. Kirche (bis 1912 simultan)              | a1           |          | ursprünglich Zweiergeläut, moderne Krone |
| 1872 | Philipp Heinrich Bach                                | Windecken | Hofheim (Taunus)         | kath. St. Peter und Paul                    | d1           | 1.660 kg | Umguss einer Marienglocke von Meister Steffan 1512 |
| 1872 | Ph[ilipp] H[einrich] Bach                            | Windecken | Neudorf (Wächtersbach)   | Altes Rathaus                               |              |          | [ 67 ] [ 68 ] |
| 1873 | Ph[ilipp] H[einrich] Bach                            | Windecken | Kloppenheim              | kath. St. Johannes Nepomuk                  | b2           | 49 kg    | Reine Moll-Oktav-Glocke, Tellerkrone, ursprünglich für die Kapelle im Deutschherrenschloss |
| 1877 | Ph[ilipp] H[einrich] Bach                            | Windecken | Blankenau                | kath. St. Simon und Judas                   | h1           |          | Umguss einer Glocke aus dem Jahr 1736 von J. und A. Schneidewind (Inschrift). Moderne Krone, jedoch der barocken Glocke nachempfunden in der alten Septim-Rippe gegossen |
| 1877 | Philipp Heinrich Bach                                | Windecken | Felsberg                 | Friedhof                                    | a2           |          | Übernommen vom Hospital St. Valentin |
| 1879 | Philipp Heinrich Bach                                | Windecken | Nieder-Seemen            | ev. Kirche                                  | c2           |          | Laut Fritzen von 1863, aber Inschrift ohne „& Söhne“ |
| 1881 | Ph[ilipp] H[einrich] Bach                            | Windecken | Neuenhaßlau              | Christuskirche                              | es2          |          | 1959 übernommen aus dem Rathaustürmchen. |
| 1884 | Philipp Heinrich Bach                                | Windecken | Frankfurt-Bornheim       | kath. Kirche St. Josef                      | es2          | 165 kg   | im Dachreiter, bis 1991 nur von Hand zu läuten |
| 1886 | Ph[ilipp] H[einrich] Bach                            | Windecken | Schneidhain              | ev. Johanniskirche (bis 1949 simultan)      | d2           |          | Ursprünglich Zweiergeläut, reine Moll-Oktav-Glocke, zeittypische neogotische Verzierung, Vierhenkelkrone |
| 1888 | [Philipp Heinrich Bach]                              | Windecken | Obbornhofen              | ev. Kirche                                  | cis2         |          | Ursprünglich mittlere Glocke eines Dreiergeläuts, reine Moll-Oktav-Glocke, zeittypische neogotische Verzierung |
| 1889 | Ph[ilipp Heinrich] Bach                              | Windecken | Oberissigheim            | ev. Kirche                                  | a1           | 375 kg   | In der alten Sext-Rippe gegossen. Laut Wenzel von 1883, laut Bach-Verzeichnis von 1881, Inschrift jedoch deutlich 1889. |